# ライコー・フェーリクス
ライコー・フェーリクス（ハンガリー語: Lajkó Félix、セルビア語: Феликс Лајко / Feliks Lajko、1974年12月17日 - ）は、ユーゴスラビア連邦出身のヴァイオリニスト、作曲家である。ユーゴスラビア社会主義連邦共和国・セルビア社会主義共和国のヴォイヴォディナ社会主義自治州・バチュカ・トポラ（Bačka Topola）出身で、民族的にはハンガリー人である。
その音楽は、いわゆる「ワールドミュージック」と呼ばれるものである。ジャンルわけすることは難しいが、ライコーの音楽はパンノニア平原の伝統的な弦楽器の音楽の影響を土台としている。ジャズの特殊な一形態と見られることもあるが、その音楽はあくまでもハンガリーとヴォイヴォディナの音楽を基礎としている。
ヴァイオリン奏者の巨匠であり、その演奏は大変情熱的である。ヴァイオリンの他にもツィンバロムなども演奏する。コンサート等では、彼のバンドとともに演奏することが多いが、ヴァイオリンのソロも披露する。

## アルバム
- Mihály Dresch Dudás / Zeng a lélek (1993)
- Félix Lajkó and his Band (1995)
- SaMaBa Trió: Opus Magnum CD (guest musician) (1996)
- Noir Désir / 666667 Club CD (guest musician) (1996)
- Félix Lajkó And his Band (1997)
- Félix Lajkó – Attila Lőrinszky / Live at the Academy (1997)
- Félix Lajkó and his Band: Concert '98 (1998)
- Boban Markovics Orkestar Feat. Félix Lajkó (2000)
- Félix Lajkó and his Band (2001)
- Félix (2002)
- Lajkó Félix 7 (2005)
- Remény (2007)